# Ivisa Island
Ivisa Island – niezamieszkana wyspa w zatoce Cumberland, w regionie Qikiqtaaluk, na terytorium Nunavut, w Kanadzie. 
W pobliżu Ivisa Island położone są wyspy: Saunik Island, Imigen Island, Ekallulik Island, Iglunga Island, Kudjak Island i Aupaluktok Island.